# Cephalocoema lutescens
Cephalocoema lutescens is een rechtvleugelig insect uit de familie Proscopiidae. De wetenschappelijke naam van deze soort is voor het eerst geldig gepubliceerd in 1984 door Piza.